# Tê giác Ấn Độ
Tê giác Ấn Độ hay tê giác một sừng lớn (Rhinoceros unicornis) là một loài tê giác có nguồn gốc từ tiểu lục địa Ấn Độ. Chúng được đánh giá là sắp nguy cấp và có trong sách đỏ IUCN, vì các quần thể bị chia cắt và giới hạn dưới 20.000 km2. Hơn thế nữa, mức độ, chất lượng của môi trường sống quan trọng nhất của tê giác là Xavan Terai-Duar phù sa, đồng cỏ và các rừng ven sông đang suy giảm do sự xâm lấn của con người và gia súc. Tính đến năm 2008, ước tính có tổng cộng 2.575 cá thể tê giác trưởng thành sống trong tự nhiên.
Tê giác Ấn Độ từng sinh sống trên toàn bộ đồng bằng Ấn-Hằng, nhưng nạn săn bắn quá mức và phát triển nông nghiệp đã làm giảm phạm vi của chúng xuống còn mười một nơi ở miền bắc Ấn Độ và miền nam Nepal. Vào những năm 1990, ước tính có khoảng 1.870 đến 1.895 con tê giác còn sống.

## Phân bố
Tê giác một sừng sống ở vùng đồi thấp và các vùng đồng cỏ dưới chân dãy núi Himalaya thuộc Nepal và Ấn Độ.

## Nét đặc trưng
Loài tê giác này có lớp da dày màu nâu ánh bạc tạo ra bởi nhiều lớp trên toàn bộ cơ thể chúng. Các chân trước và vai được che phủ bởi các bướu trông giống như mụn cơm.Chúng có rất ít lông. Con đực trưởng thành to lớn hơn con cái một cách rõ ràng, chúng cao tới 1,8 mét, nặng tới 2.270 kg và dài tới 3,6 mét. Tê giác một sừng có một sừng; sừng này có ở cả con đực và con cái, nhưng không có ở con non mới sinh. Sừng, giống như tóc ở người, được hình thành từ keratin tinh khiết và bắt đầu mọc ở con non sau khoảng 1 năm. Sừng có thể dài từ 20 đến 61 cm.
Chúng là những động vật bơi lội giỏi, có thể chạy với tốc độ 55 km/h trong một thời gian ngắn, có thính giác và khứu giác tốt nhưng thị giác lại kém.

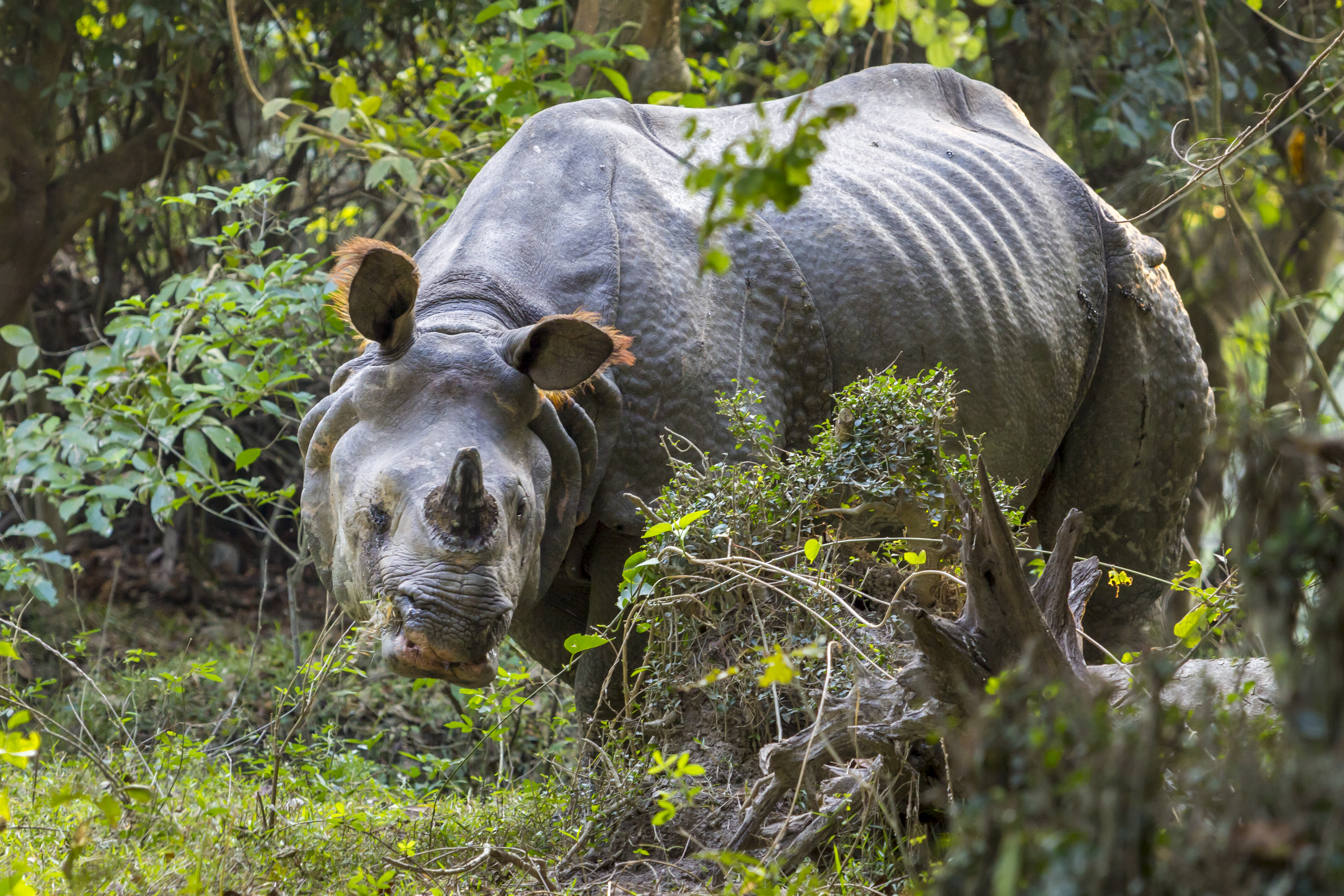
Tê giác Ấn Độ tại vườn quốc gia Kaziranga, bang Assam.

Con đực bắt đầu có khả năng sinh sản ở độ tuổi 9 năm và ở con cái là 5 năm, chúng sinh lứa đầu tiên khi con cái ở độ tuổi từ 6 đến 8 năm. Con cái phát ra tiếng kêu vào mùa sinh sản để báo cho các con đực biết rằng nó đã sẵn sàng để giao phối. Chu kỳ mang thai kéo dài khoảng 16 tháng. Mỗi lần chúng chỉ sinh một con non duy nhất và khoảng thời gian giữa các lần sinh đẻ rơi vào khoảng 3 năm. Tê giác mẹ chăm sóc và bảo vệ con của chúng. Con non thường sống với mẹ trong vài năm. Tê giác mẹ và các con của chúng thường đi cùng nhau, nhưng con bố thì thường đi một mình và chúng là chủ lãnh thổ của gia đình. Tê giác Ấn Độ có thể sống tới 45 năm.

## Phân loại
Rhinoceros unicornis là tên khoa học được Carl Linnaeus sử dụng vào năm 1758, người đã mô tả một con tê giác có một sừng. Là một loài địa phương, ông chỉ ra Châu Phi và Ấn Độ.
Loài tê giác một sừng này là một đơn loài. Một số mẫu vật đã được mô tả từ cuối thế kỷ 18 dưới các tên khoa học khác nhau, tất cả đều được coi là các từ đồng nghĩa của Rhinoceros unicornis ngày nay:
- R. aimus của Cuvier, 1817
- R. asiaticus của Blumenbach, 1830
- R. stenocephalus của Gray, 1867
- R. Phân loạijamrachi của Sclatter, 1876
- R. bengalensis của Kourist, 1970

## Từ nguyên
Tên chi Rhinoceros  là sự kết hợp của các từ Hy Lạp cổ đại ῥίς (ris) nghĩa là 'mũi' và κέρας (keras) nghĩa là 'sừng của một con vật'.  Từ tiếng Latinh ūnicornis có nghĩa là một sừng.

## Tiến hóa

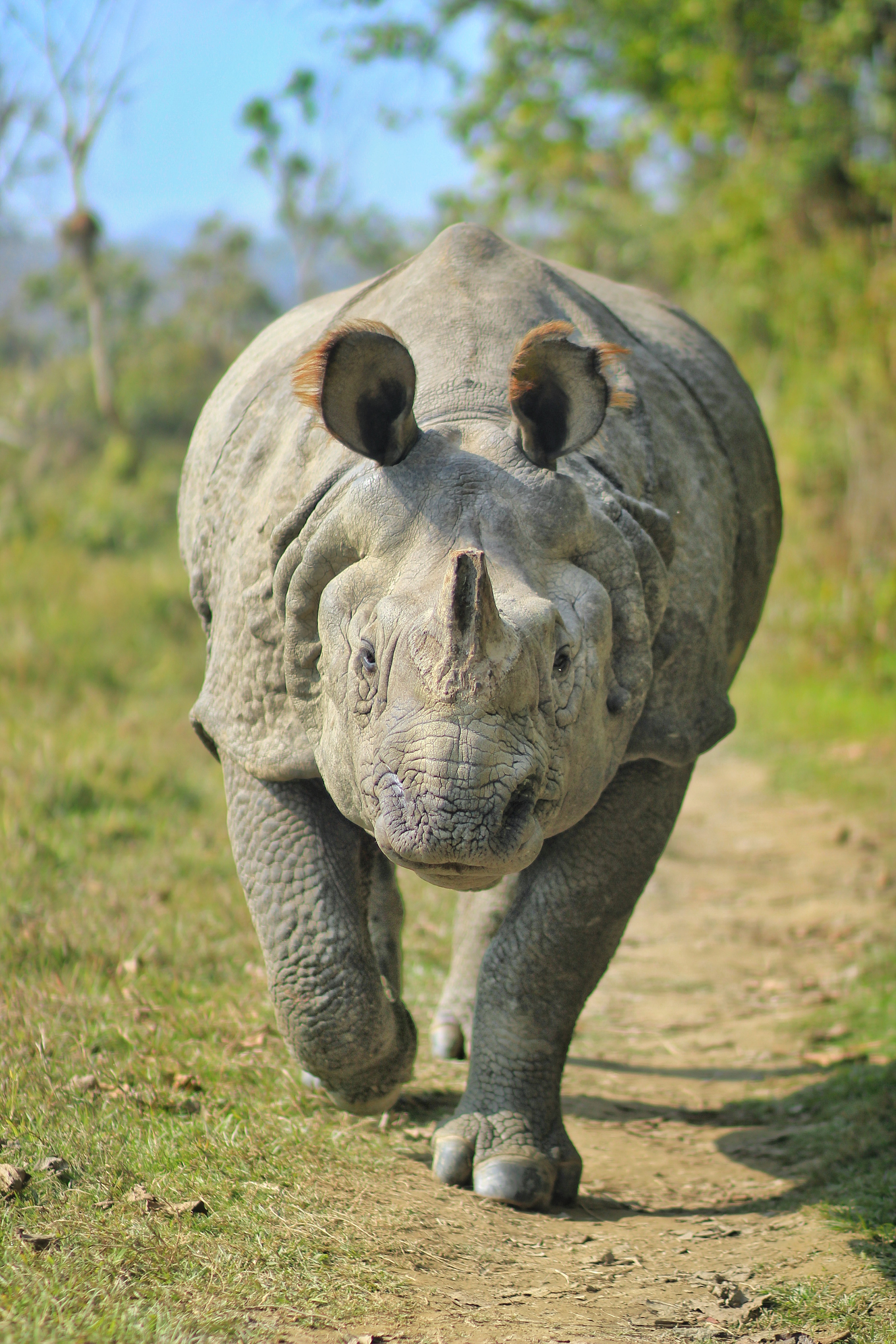
Một con tê giác Ấn Độ

Tổ tiên đầu tiên của Rhinoceros chuyển hướng từ các động vật guốc lẻ khác vào đầu thế Eocen. Các so sánh ti thể DNA cho thấy rằng tổ tiên của tê giác hiện đại tách ra từ tổ tiên của họ Ngựa khoảng 50 triệu năm trước. Họ còn tồn tại, họ Rhinocerotidae, xuất hiện lần đầu tiên vào cuối thế Eocen ở Á - Âu, tổ tiên của các loài tê giác còn tồn tại phân tán từ châu Á bắt đầu từ thế Miocen.
Hóa thạch của R. unicornis xuất hiện ở giữa thế Pleistocen. Vào thế Pleistocen, chi Rhinoceros có ở khắp Nam và Đông Nam Á, với các mẫu vật nằm ở Sri Lanka. Vào Thế Holocen, một số con tê giác sống ở phía tây như Gujarat và Pakistan cho đến gần 3.200 năm trước.
Tê giác Ấn Độ và Javan, thành viên duy nhất của chi Rhinoceros, xuất hiện lần đầu tiên trong hồ sơ hóa thạch ở châu Á khoảng 1,6 triệu mật 3,3 triệu năm trước. Tuy nhiên, ước tính phân tử cho thấy loài này có thể đã chuyển hướng sớm hơn nhiều, khoảng 11,7 triệu năm trước. Mặc dù thuộc chi loại, tê giác Ấn Độ và Java không được tin là có họ hàng gần gũi với các loài tê giác khác. Các nghiên cứu khác nhau đã đưa ra giả thuyết rằng chúng có thể có họ hàng gần gũi với các loài đã tuyệt chủng Gaindatherium hoặc Punjabitherium. Một phân tích chi tiết về loài tê giác đã đặt Rhinoceros và loài tuyệt chủng Punjabitherium trong một cuộc chiến với Dicerorhinus, tê giác Sumatra. Các nghiên cứu khác cho thấy tê giác Sumatra có liên quan chặt chẽ hơn với hai loài châu Phi. Tê giác Sumatra có thể đã tách khỏi các loài tê giác châu Á khác từ 15 triệu năm trước.

## Tình trạng
Tê giác Ấn Độ thường bị săn bắn trộm để lấy sừng, do trong một số nền văn hóa Đông Á người ta cho rằng sừng tê giác có các tác động tốt đối với sức khỏe và khả năng sinh dục.
Nhiều công viên quốc gia lớn đã được dựng lên để bảo vệ chúng, và đã được chính phủ các nước như Ấn Độ và Nepal thực thi với sự trợ giúp của Quỹ động vật hoang dã thế giới (WWF). Vườn quốc gia Kaziranga và vườn quốc gia Manas ở Assam và Vườn hoàng gia Chitwan ở Nepal là nơi cư ngụ cho loài động vật sắp nguy cấp này.